# Григорьев, Юрий Иннокентьевич
Юрий Иннокентьевич Григорьев (род. 20 сентября 1969, Якутск, Якутская АССР, РСФСР, СССР) — российский политический деятель, народный депутат Государственного собрания Республики Саха. В 2021 году был избран в Государственную думу VIII созыва по одномандатному округу (стал депутатом от Забайкальского края).

## Биография
Юрий Григорьев родился 20 сентября 1969 года в Якутске. В 1996 году окончил Якутский государственный университет по специальности «инженер-физик», в 2015 — Российскую академию народного хозяйства и государственной службы при президенте РФ.
В 1987 году работал в средней школе № 31 Якутска лаборантом кабинета физики, в 1988 году был рабочим второго разряда ремонтно-строительного участка производственно-технического управления связи, рабочим Якутского сельскохозяйственного института. В 1988—1989 годах служил в Советской армии. В 1989—1991 годах работал электромонтажником кооператива «Орион», в 1991—1993 годах — управляющим брокерской компанией. С 1993 по 2013 год руководил ООО «Торгово-промышленного предприятия „Агротэкс“». В 2013—2021 годах занимал пост генерального директора ООО "Юридическое агентство «Новация» в Якутске.
18 сентября 2013 года Григорьев был избран народным депутатом Государственного собрания Якутии V созыва по списку партии «Справедливая Россия». 9 сентября 2018 года переизбрался от той же партии. Возглавлял фракцию. 18 сентября 2016 года участвовал в выборах депутатов Государственной думы VII созыва по спискам «Справедливой России», был выдвинут под третьим номером региональной группы № 12 по Якутии, Забайкальскому и Камчатскому краям, Магаданской области и Чукотскому автономному округу), но избран не был.
19 сентября 2021 года Григорьев был избран в Госдуму VIII созыва по Даурскому одномандатному избирательному округу № 44 в Забайкальском крае. Из-за вторжения России на Украину Григорьев находится под международными санкциями Евросоюза, США, Великобритании и ряда других стран.

## Награды
- Нагрудный знак «За вклад в развитие парламентаризма в Республике Саха (Якутия)» (18 апреля 2019) — за вклад в развитие законодательства, парламентаризма и межпарламентских связей в Республике Саха (Якутия)